# ولکان دمیرل
ولکان دمیرل (انگلیسی: Volkan Demirel؛ زادهٔ ۲۷ اکتبر ۱۹۸۱) یک بازیکن فوتبال اهل ترکیه است.وی همچنین در تیم ملی فوتبال ترکیه بازی کرده است. وی سابقه ۱۷ سال حضور به عنوان بازیکن در تیم فنرباغچه را در کارنامه دارد. و او را جزوی از اسطوره فوتبال ترکیه و باشگاه فنرباغچه می دانند.